# Neanotis longiflora
Neanotis longiflora là một loài thực vật có hoa trong họ Thiến thảo. Loài này được W.H.Lewis mô tả khoa học đầu tiên năm 1966.